# Joshua Uzoigwe
Joshua Uzoigwe (Umuahia, Estado de Abia, 1 de julio de 1946 - octubre de 2005) fue un compositor de música clásica y etnomusicólogo nigeriano.
Miembro del grupo étnico de los igbo, utiliza en muchas de sus obras la música tradicional de este pueblo.
Desde 1977 hasta 1981 fue alumno de la Universidad Queen’s de Belfast, donde se doctoró en etnomusicología.